# Slagsmålsklubben
Slagsmålsklubben (Слагсмольсклуббен, сокращённо SMK) — шведская электронная группа. Название является дословным переводом на шведский названия фильма «Бойцовский клуб» (англ. «The Fight Club»).

## История
Коллектив был основан 2 ноября 2000 года в городе Норрчёпинг (Швеция) Йоакимом Нюбомом, Бьёрном Нильссоном и Йони Мялкки, бывшими членами рок-группы The Solbrillers. Идея создать синти-поп-группу пришла к ним во время работы в The Solbrillers, когда Йони решил подключить свой старый синтезатор к гитарному усилителю. Втроём они записали несколько треков, которые стали началом творчества SMK. Ханнес Стенстрём присоединился к группе через год, так как у него были более хорошие синтезаторы.

## Состав
- Ханнес Стенстрём
- Йони Мялкки
- Бьёрн Нильссон
- Ким Нильссон
- Йоаким «Beebop» Нюбом
- Фрей Ларссон

## Дискография
- Fest I Valen (2001)
- Den svenske disco (2003)
- Den Officiella OS-Laten(CDM) (2004)
- Hit Me Hard(CDM) (2004)
- Sagan om konungens årsinkomst (2004)
- His Morning Promenade(CDM) (2005)
- Boss for Leader (2007)